# Maurice Baudat
Maurice Baudat (* 31. März 1888 in Lausanne; † 23. Februar 1969 ebenda; heimatberechtigt in Genthod und Arnex-sur-Orbe) war ein Schweizer Politiker (LPS).

## Biografie
Baudat studierte Rechtswissenschaften an den Universitäten von Lausanne und Berlin. Er promovierte zum Doktor im Jahre 1911 und arbeitete ab 1914 als Anwalt.
Von 1917 bis 1937 war er im Gemeinderat der Stadt Lausanne und politisierte dort liberal. Er war in den 1930er Jahren der Anführer der radikal-liberalen Opposition in Lausanne. Er wollte den Weg zu einer christlichen, föderalistischen und korporativistischen Schweiz verhindern. Von 1929 bis 1945 und von 1949 bis 1953 sass er im Grossen Rat des Kantons Waadt. In den Jahren 1929 bis 1940 präsidierte er die Liberale Partei Lausanne und von 1941 bis 1945 die Liberale Partei des Kantons Waadt. Für diese Partei sass er von 1945 bis 1947 im Nationalrat.
Im Jahre 1917 gründete Baudat die Zeitung Le Libéral vaudois. Er gab den Anstoss für eine Allgemeine Kasse für Familienzulagen im Kanton Waadt und war dann von 1952 bis 1958 auch deren Präsident. In den Jahren 1909 und 1910 war er Zentralpräsident der Zofingia. Baudat war ebenfalls Mitbegründer der Neuen Helvetischen Gesellschaft und präsidierte diese auch von 1916 bis 1919.